# Miki (Grecja)
Miki (gr. Δήμος Μύκης, Dimos Mikis) – gmina w Grecji, w administracji zdecentralizowanej Macedonia-Tracja, w regionie Macedonia Wschodnia i Tracja, w jednostce regionalnej Ksanti. W 2011 roku liczyła 15 540 mieszkańców. Powstała 1 stycznia 2011 roku w wyniku połączenia dotychczasowej gminy Miki oraz wspólnot: Termes, Kotili i Satres. Siedzibą gminy jest Sminti.